# John Henry Holland
Pour les articles homonymes, voir John Holland et Holland.
John Henry Holland (2 février 1929 - 9 août 2015) est un scientifique américain, professeur de psychologie et professeur d’ingénierie électrique et de sciences informatiques à l'université du Michigan (Ann Arbor). Pionnier dans les systèmes complexes et non linéaires, il introduit le concept des algorithmes génétiques visant à imiter le processus de sélection naturelle pour résoudre des problèmes complexes (ou d'optimisation) dans les années 1970. 

## Biographie
Né à Fort Wayne dans l'Indiana en 1929, il étudie la physique au Massachusetts Institute of Technology, puis les mathématiques à l'université du Michigan. Il devient ensuite professeur de psychologie et professeur de génie électrique et informatique à l'université du Michigan et un membre du Center for the Study of Complex Systems (CSCS) dans la même université et un membre du conseil d'administration et du conseil scientifique de l'Institut de Santa Fe.

### Algorithme génétique
Durant les années 1970, il développe le concept des algorithmes génétiques, traitement informatique qui s'inspire de la théorie synthétique de l'évolution de Darwin pour résoudre des problèmes d’optimisation complexes. Cette contribution majeure pose les bases de nombreuses avancées ultérieures dans les algorithmes d'apprentissage automatique et d'optimisation combinatoire appelé par la suite les algorithmes évolutionnistes.

## Publications
- Adaptation in Natural and Artificial Systems (1975, MIT Press)

## Prix et distinctions
John Henry Holland a reçu une bourse Macarthur et été membre du Forum économique mondial.
Il reçoit la médaille Louis E. Levy Medal en 1961.